# Калитянська селищна рада
Калитя́нська се́лищна ра́да — адміністративно-територіальна одиниця та орган місцевого самоврядування у Броварському районі Київської області. Адміністративний центр — селище міського типу Калита.

## Загальні відомості
Калитянська селищна рада утворена в 1920 році.
- Територія ради: 81,629 км²
- Населення ради: 5178 осіб (станом на 2001 рік)

## Адреса ради
07420, Київська обл., Броварський р-н, смт Калита, пров. Ювілейний, 4а

## Населені пункти
Селищній раді підпорядковані населені пункти:
- смт Калита
- с. Опанасів

## Склад ради
Рада складається з 30 депутатів та голови.
- Голова ради: Мороз Станіслав Яуович
- Секретар ради: Мирончук Валентина Василівна

### Керівний склад попередніх скликань
| Прізвище, ім'я, по батькові | Основні відомості                                                              | Дата обрання | Дата звільнення |
| --------------------------- | ------------------------------------------------------------------------------ | ------------ | --------------- |
| Мороз Станіслав Якович      | Селищний голова, 1949 року народження                                          | 26.03.2006   | 31.10.2010      |
| Мороз Станіслав Яуович      | Селищний голова, 1949 року народження, освіта середня спеціальна, безпартійний | 31.10.2010   |                 |

Примітка: таблиця складена за даними сайту Верховної Ради України

### Депутати
За результатами місцевих виборів 2010 року депутатами ради стали:

#### За суб'єктами висування
| Суб'єкт висування | Кількість обраних депутатів | %   |
| ----------------- | --------------------------- | --- |
| Самовисування     | 30                          | 100 |

#### За округами
| № округу | Прізвище, ім'я, по батькові       | Дата визнання обраним | Освіта             | Партійна приналежність                        | Відомості про обраного депутата                                                              |
| -------- | --------------------------------- | --------------------- | ------------------ | --------------------------------------------- | -------------------------------------------------------------------------------------------- |
| 1        | Криницький Володимир Григорович   | 02.11.2010            | середня спеціальна | позапартійний                                 | СВАТ "АК «Калита», слюсар котельні                                                           |
| 2        | Дуб Михайло Іванович              | 02.11.2010            | середня спеціальна | позапартійний                                 | «Орієнтир — Буделемент», охоронник                                                           |
| 3        | Пилипенко Віта Володимирівна      | 02.11.2010            | вища               | позапартійна                                  | Калитянська селищна рада, уповноважена по наданню субсидій                                   |
| 4        | Пінчук Анатолій Миколайович       | 02.11.2010            | вища               | позапартійний                                 | СПД Пінчук А. М., приватний підприємець                                                      |
| 5        | Шелест Леонід Григорович          | 02.11.2010            | вища               | позапартійний                                 | тимчасово не працює                                                                          |
| 6        | Дрешпан Наталія Сергіївна         | 14.11.2010            | вища               | позапартійна                                  | приватний підприємець                                                                        |
| 7        | Стужук Наталія Іванівна           | 02.11.2010            | середня спеціальна | позапартійна                                  | пенсіонер                                                                                    |
| 8        | Стародубець Віталій Петрович      | 02.11.2010            | середня            | позапартійний                                 | ТОВ «Агроремтехбуд», токар                                                                   |
| 9        | Горач Ніна Петрівна               | 02.11.2010            | середня спеціальна | позапартійна                                  | пенсіонер                                                                                    |
| 10       | Кравченко Сергій Іванович         | 02.11.2010            | середня            | член Партії регіонів                          | пенсіонер                                                                                    |
| 11       | Прядко Олександр Володимирович    | 02.11.2010            | вища               | позапартійний                                 | СПД Прядко О. В., приватний підприємець                                                      |
| 12       | Кулик Віталій Степанович          | 02.11.2010            | вища               | позапартійний                                 | СВАТ "АК «Калита», інженер                                                                   |
| 13       | Козачок Анатолій Петрович         | 02.11.2010            | середня спеціальна | член Всеукраїнського об'єднання «Батьківщина» | пенсіонер                                                                                    |
| 14       | Бобошко Павло Васильович          | 02.11.2010            | вища               | позапартійний                                 | СПД Бобошко П. В., приватний підприємець                                                     |
| 15       | Дудик Костянтин Іванович          | 02.11.2010            | вища               | позапартійний                                 | СПД Дудик К. І., приватний підприємець                                                       |
| 16       | Рак Ірина Леонідівна              | 02.11.2010            | вища               | позапартійна                                  | Калитянська селищна рада, головний бухгалтер                                                 |
| 17       | Горщинський Валерій Миколайович   | 02.11.2010            | вища               | позапартійний                                 | Калитянська селищна рада, землевпорядник селищної ради                                       |
| 18       | Василенко Микола Степанович       | 02.11.2010            | середня            | член Всеукраїнського об'єднання «Батьківщина» | «Укртелеком», електромеханік І категорії                                                     |
| 19       | Шпак Антоніна Михайлівна          | 02.11.2010            | вища               | позапартійна                                  | Калитянська загальноосвітня школа І-ІІІ ст., заступник директора з навчально виховної роботи |
| 20       | Мирончук Валентина Василівна      | 02.11.2010            | вища               | член Єдиного Центру                           | Калитянська селищна рада, секретар селищної ради                                             |
| 21       | Білецький Андрій Михайлович       | 02.11.2010            | середня спеціальна | позапартійний                                 | СПД Білецький А.М, приватний підприємець                                                     |
| 22       | Рамазанов Тофікпаша Нажмутдінович | 02.11.2010            | вища               | позапартійний                                 | СПД Рамазанов Т. Н., приватний підприємець                                                   |
| 23       | Турчиновська Оксана Михайлівна    | 02.11.2010            | середня            | позапартійна                                  | СВАТ "АК «Калита», завідуючаскладом                                                          |
| 24       | Шульга Петро Миколайович          | 02.11.2010            | середня            | позапартійний                                 | СВАТ "АК «Калита», начальник зміни                                                           |
| 25       | Росоха Леонід Михайлович          | 02.11.2010            | вища               | позапартійний                                 | СВАТ "АК «Калита», начальник цеху                                                            |
| 26       | Скок Володимир Григорович         | 02.11.2010            | середня            | позапартійний                                 | тимчасово не працює                                                                          |
| 27       | Ковалець Василь Іванович          | 02.11.2010            | середня спеціальна | позапартійний                                 | СВАТ "АК «Калита», оператор котельні                                                         |
| 28       | Плющ Олена Олексіївна             | 02.11.2010            | середня спеціальна | позапартійна                                  | Господарство «Журавушка», продавець                                                          |
| 29       | Хоменець Василь Миколайович       | 14.11.2010            | середня спеціальна | позапартійний                                 | Київмедавтотранс, водій                                                                      |
| 30       | Штильов Володимир Юрійович        | 02.11.2010            | середня спеціальна | член Народного Руху України                   | тимчасово не працює                                                                          |